# 巴尔的摩级重巡洋舰
巴爾的摩級重型巡洋舰（英語：Baltimore-class）是美國海軍在第二次世界大戰中建造的重型巡洋艦。也是美國擺脫華盛頓海軍條約限制後所建造的重巡洋艦。

## 歷史

### 規劃及建造

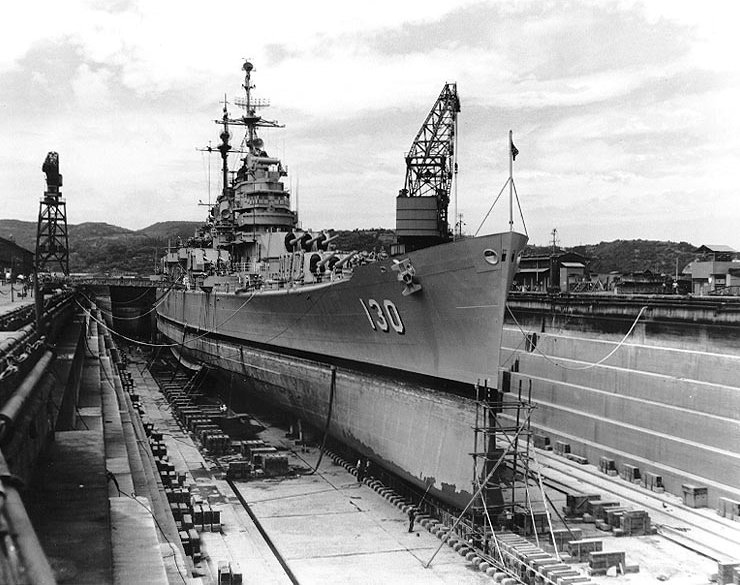
在乾塢的布萊默頓號

在1939年9月二戰爆發後，禁止建造重巡洋艦的第二次倫敦海軍條約在開戰後變得過時。美國海軍開始了關於新型重巡洋艦的研究，其成果就是巴爾的摩級重巡洋艦的建造。巴爾的摩級在外觀上跟克里夫蘭級輕巡洋艦十分相似，兩者最明顯的差別是較大的巴爾的摩級的武裝為3座三連裝8英寸艦炮，而克里夫蘭級的武裝則為4座三聯裝6英寸主炮。
首四艘艦的建造在1940年7月1日開始，而在年尾前則再追加4艘的建造訂單。第二張包含十六艘艦的訂單在1942年8月7日通過。雖然重巡洋艦在太平洋戰爭中的首十四月損失甚大，但海軍卻把建造和完成克里夫蘭級列為優先，因為較輕的船能以更快的速度完成並部署在航母戰鬥群中。
此級最大的承建商是伯利恒鋼鐵，他們在位於馬薩諸塞州昆西的福爾河造船廠建造了八艘同級艦。

### 服役
在17艘（包括小改款的俄勒岡城級3艘）完工艦隻中，有12艘在日本投降前服役，只有7艘參加了太平洋戰區的戰鬥，1艘參加了歐洲戰區的戰鬥。二戰後多數退役並被編入後備艦隊，在1950年代初期又有數艘重新服役，其中6艘參與了韓戰，另外7艘配屬到其他地區的艦隊。波士頓號和坎培拉號改裝為波士頓級飛彈巡洋艦，芝加哥號則被改裝為奧爾巴尼級飛彈巡洋艦。韓戰結束後，除了改造為飛彈巡洋艦的5艘（波士頓號、坎培拉號、芝加哥號、哥倫布號、奧爾巴尼號）以外，就只有聖保羅號繼續服役參與越戰，進入1970年代後各艦開始陸續除役、出售拆毀。

### 戰損
在第二次世界大戰中，只有坎培拉號遭遇敵軍攻擊受創。1944年10月13日，坎培拉號被一枚魚雷擊中，23人陣亡，因為兩個鍋爐室進水3,000噸，全艦失去動力，只能讓姊妹艦波士頓號拖離，因此兩艘都錯過了之後的雷伊泰灣海戰。1945年6月，匹茲堡號在西太平洋遭遇颱風，整個船首斷裂，但沒有人員傷亡。匹茲堡號掙扎到達關島後進行了臨時維修，然後駛往美國西岸的普吉特灣海軍基地進行全面修復（斷開的船首還浮在海上，後來被拖到關島拆毀）。
韓戰期間，1952年4月12日，聖保羅號一座前砲塔發生火災，造成30人死亡。同艦在1953年被海岸砲台擊中，但人員沒有傷亡。海倫娜號和洛杉磯號也曾被海岸砲台擊中，也都沒有人員傷亡。
越戰期間，1968年6月，波士頓號及其護航艦澳大利亞皇家海軍驅逐艦霍巴特號（HMAS Hobart）被友軍誤擊，當時美國空軍的飛機向兩艦發射飛彈，霍巴特號嚴重受損，波士頓號也被命中但彈頭未引爆。

### 改裝飛彈巡洋艦
美國海軍在二戰後開始實驗在軍艦搭載飛彈，1946年密西西比號戰艦改裝搭載RIM-2飛彈，測試後這型飛彈用於後續巴爾的摩級的改裝。1952年，波士頓號和坎培拉號開始改裝為波士頓級飛彈巡洋艦（世界最初的飛彈巡洋艦），分別於1955年和1956年重新服役，重新分類為CAG（“G”代表“飛彈”並保留“A”代表搭載重型主砲）。
1958年起，芝加哥號、哥倫布號以及俄勒岡城級巡洋艦奧爾巴尼號，被改裝為奧爾巴尼級飛彈巡洋艦。先後於1962年和1964年完成。與波士頓級改裝相反，奧爾巴尼級改裝需要全面改造整個武器系統和上層建築，而沒有保留主砲，因此奧爾巴尼級艦種分類為CG。
海倫娜號、洛杉磯號、梅肯號和托雷多號在1956年至1958年間改裝搭載RGM-6飛彈，不過只是實驗性質而沒有進一步改裝。

## 設計

### 船體
巴爾的摩級巡洋艦船體長205.31公尺，寬21.59公尺，奧爾巴尼級和波士頓級改造後的船體尺寸沒有改變。滿載排水量為17,304噸，吃水7.29米。舷測裝甲厚6英寸（15.2公分），甲板裝甲厚3英寸（7.62公分）。砲塔裝甲厚度在1.5～8英寸（3.8～20.3公分）之間，而砲塔環為6.5英寸（16.5公分）。
部分改裝的波士頓級的吃水增加20英寸（51公分），排水量增加510噸。主要變化是將兩個煙囪合而為一，前桅杆加大。最顯著的變化當然是船體後半移除主砲、增設飛彈發射裝置。
大幅改裝的奧爾巴尼級上層建築完全重建，除了船體外與以前的姊妹艦幾乎沒有相似之處。箱形艦橋是本級最注目的標誌，兩個桅杆和煙囪合為一體，其中電子平台連接到煙囪的頂部。上層建築大量使用使用鋁合金以減輕重量，儘管如此奧爾巴尼級的滿載排水量仍超過17,800噸。

### 動力
巴爾的摩級有四個驅動軸，各連結一個螺旋槳。動力為四台鍋爐驅動四台蒸汽輪機，鍋爐壓力可達4,240千帕。最高速度約為33節（61公里/小時），最大動力輸出約為120,000匹馬力。
巴爾的摩級可攜帶2,290噸的燃料，最大航程在15節（28公里/小時）巡航速度時約10,000浬（19,000公里）。儘管波士頓級和奧爾巴尼級改造後燃料容量分別增加為2600噸和2500噸，但排水量增加使航程各減少到約9000和7,000英里（11,000公里）。

### 武裝
巴爾的摩級的主要武器為三座三聯裝8吋55倍徑艦炮，兩座位於前方，一座位於後方。砲彈重335磅（152公斤），最大射程30,050碼（27,480公尺）。穿甲彈可以在20,800碼（19,000公尺）處穿透6英寸的裝甲。次要武器包括六座二連裝Mk12 5吋38倍徑砲，可以用於攻擊空中和水面目標，最大水平射程為17,575碼（16,071公尺），射高可達12,400碼（11,300米）。此外配備12座四聯裝波佛斯40公釐高射砲及20～28門厄利孔20毫米機炮。二戰後，厄利孔機炮被認為對噴射機無效而被拆除，波佛斯高射砲在1950年代被3英吋50倍徑砲取代。
托雷多號、梅肯號、海倫娜號和洛杉磯號曾搭載三枚RGM-6飛彈，但最終各國未在水面艦艇上部署這類核導彈。意大利巡洋艦加里波底號曾在1960年代測試搭載UGM-27北極星飛彈，但計畫因美國決定不出售飛彈而破局。

### 電戰裝備
最初巴爾的摩級配備搜索地面目標的SG雷達和搜索空中目標的SK雷達，水平偵測距離在15到22浬（28到41公里）之間，SK可在100浬（190公里）的中等高度偵測到轟炸機。韓戰時，換裝性能更佳的SPS-6雷達（由西屋電子製造）或SPS-12雷達（美國無線電公司製造）。轟炸機的探測範圍增加到145英里（233公里）。現役艦艇的雷達在最後幾年得到進一步升級：SPS-6被SPS-37取代（也來自西屋公司），SPS-10被SPS-12（雷神公司製造）取代，此時飛機偵測距離增加到250英里（400公里）。
巴爾的摩級從一開始就配備了電子火控系統，主砲與MK8雷達由Mark34火控系統控制，5吋砲由兩個配備Mk-4雷達的Mk37火控系統引導。後來火控雷達與主雷達系統一起被更新，火控系統保持不變，新的3英寸砲升級為Mk56和Mk35雷達。

### 艦載機
二戰期間巴爾的摩級在後甲板側搭載兩個飛機彈射器，機庫最多可容納四架飛機，該級的前四艘船各有兩台起重機，而後來的艦隻只有搭載一台。
起初搭載OS2U"翠鳥"水上機，後來更新為SC-1"海鷹"水上機，用於偵察、反潛和救援任務。水上機由彈射器射出，降落在巡洋艦旁後以起重機吊回船上。在1950年代彈射器被拆除，但起重機被留下，機庫用於存放直升機、小艇或RGM-6飛彈整備區。
1948年，梅肯號安裝了一個略微加高的直升機停機坪，由於這嚴重限制後方主砲的射擊角度，因此改裝很快被放棄，並且沒有在其他船上進行嘗試。奧爾巴尼級則是將直升機停機坪設於甲板上。

### 後續設計
巴爾的摩級的船體被用於開發其他艦級，俄勒岡城級重巡洋艦是巴爾的摩級的小改款，兩個級別之間的主要區別在於煙囪減少為單管，上層建築往後移40英尺（12公尺），以減少艦艏過重傾向並增加火砲的射角。
第四艘俄勒岡城級重巡洋艦北安普頓號，最終以輕型指揮巡洋艦服役。儘管擁有重型巡洋艦的船體，但因為主砲口徑小於8英寸而被歸類為輕巡洋艦。
德梅因級重巡洋艦是巴爾的摩級的進一步改良，該級搭載了第一批全自動裝填速射砲，並改進了損管能力，但沒有一艘來得及參加第二次世界大戰。
塞班級輕型航空母艦船體流用巴爾的摩級的設計，但加寬以容納飛行甲板。塞班級兩艘於1947年和1948年完成，但到1950年代中期被證明無法起降噴射機，分別被改裝為通訊艦和指揮艦。

## 組員
巴爾的摩級的船員規模因時代和戰情而異，戰時船員數量更多。一些巡洋艦（包括三艘奧爾巴尼級巡洋艦）被用作艦隊旗艦，因此會多配置一名海軍上將和他的幕僚。
在二戰前後艦上約有60名軍官和大約1000士兵，艦隊旗艦可能會增加到80名軍官和1500名士兵。在和平時期未擔任旗艦的波士頓號，也有80名軍官和約1650名士兵。奧爾巴尼級組員人數與基本的巴爾的摩級大致相當。
相較之下，現代的提康德羅加級巡洋艦約有400名組員，這是因為現代武器系統高度自動化導致。